# تپه بلوغ
تپه بلوغ مربوط به هزاره ۴ و ۳ قبل از میلاد است و در شهرستان زنجان، بخش زنجانرود، روستای بلوغ واقع شده و این اثر در تاریخ ۱۰ دی ۱۳۸۱ با شمارهٔ ثبت ۶۶۹۹ به‌عنوان یکی از آثار ملی ایران به ثبت رسیده است.